# Eumorpholaimus chesapeakensis
Eumorpholaimus chesapeakensis är en rundmaskart som beskrevs av Timm. Eumorpholaimus chesapeakensis ingår i släktet Eumorpholaimus och familjen Linhomoeidae. Inga underarter finns listade i Catalogue of Life.